# Тачка (музика)
Да би се у музици продужила нотна вредност користи се тачка која се налази иза ноте или паузе и продужава њихову вредност за половину трајања. 
Нота или пауза са тачком назива се још и пунктирана нота (лат. punctum - тачка; итал. punto, енгл. dot).
|  |  |
Са две тачке иза ноте или паузе продужава се њено трајање за половину трајања и још за половину од вредности коју добијамо додавањем прве тачке.
|  |  |

Пунктирани ритмови су врло чести и омиљени у многим народним играма (хабанера, полка, мазурка), као и у делима, композицијама уметничке музике.

Ритам мазурке: 